# Constantin (asociat, secolul al IX-lea)

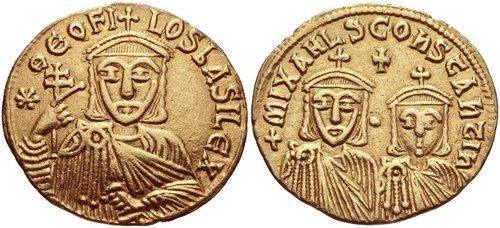

Constantin (n. anii 820 d.Hr. – d. anii 830 d.Hr.) a fost un principe bizantin în secolul al IX-lea, din dinastia Frigiană. El a fost fiul lui împăratului Theophil. A fost asociat de către tatăl său în 833, dar a murit în 835, nemaiputând căpăta tronul.